# Samuel Durrance
Samuel Durrance (ur. 17 września 1943 w Tallahassee, zm. 5 maja 2023 na Florydzie) – amerykański naukowiec i astronauta.

## Życiorys
W 1972 ukończył studia fizyczne na California State University, w 1980 został doktorem filozofii na University of Colorado. 20 czerwca 1984 został wyselekcjonowany przez NASA, od 2 do 11 grudnia 1990 jako specjalista lotu uczestniczył w misji STS-35; spędził wówczas w kosmosie 8 dni, 23 godziny i 5 minut. Od 2 do 18 marca 1995 brał udział w misji STS-67 trwającej 16 dni, 15 godzin i 8 minut. Łącznie spędził w kosmosie 25 dni, 14 godzin i 13 minut. Później pracował w Johns Hopkins University Center for Astrophysical Sciences w Baltimore. Był członkiem Amerykańskiego Towarzystwa Astronomicznego, Międzynarodowej Unii Astronomicznej, The Planetary Society i Amerykańskiej Unii Geofizycznej.